# 簇生砂蘚
簇生砂蘚（学名：Racomitrium aquaticum）为紫萼蘚科砂蘚屬下的一个种。

## 扩展阅读
- 維基物種上的相關：簇生砂蘚